# Microregione di Varginha
Varginha è una microregione del Minas Gerais in Brasile, appartenente alla mesoregione di Sul e Sudoeste de Minas.

## Comuni
È suddivisa in 16 comuni:
- Boa Esperança
- Campanha
- Campo do Meio
- Campos Gerais
- Carmo da Cachoeira
- Coqueiral
- Elói Mendes
- Guapé
- Ilicínea
- Monsenhor Paulo
- Santana da Vargem
- São Bento Abade
- São Thomé das Letras
- Três Corações
- Três Pontas
- Varginha